# Giochi per il mio computer
 (janvier 2024).
Si vous disposez d'ouvrages ou d'articles de référence ou si vous connaissez des sites web de qualité traitant du thème abordé ici, merci de compléter l'article en donnant les références utiles à sa vérifiabilité et en les liant à la section « Notes et références ».
Giochi per il mio computer (GMC) était un magazine sur les jeux vidéo italien pour ordinateur et tout ce qui gravite autour du sujet. En Italie, il était leader dans son domaine et se vendait souvent à plus de 100 000 exemplaires.
Au cours des dernières années, Giochi per il mio computer a eu des changements fréquents d'éditeur. Il est d'abord édité par Il mio castello editore, puis à partir d'automne 2000 par Future Media Italie (avec plusieurs autres éditions), une filiale de Future Publishing et enfin en mars 2007, il est publié par la maison d'édition italienne Sprea Media Italy.